# Jacob van Zuylen van Nijevelt (1739-1805)
Jacob van Zuylen van Nijevelt (Rotterdam, 17 januari 1739 – aldaar, 10 maart 1805) was een Rotterdams bestuurder.

## Biografie

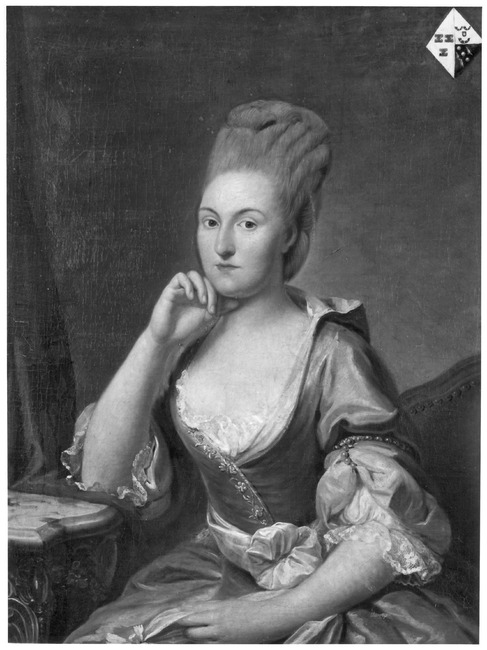
Portret van Adriana Maria Cornets de Groot door Benjamin Samuel Bolomey

Van Zuylen werd geboren als zoon van Jacob van Zuylen van Nijevelt (1699-1753) en Aletta Johanna Timmers (1707-1775). Hij studeerde rechten te Utrecht en promoveerde in 1760. Hij werd in 1766 en 1767 benoemd tot schepen, in 1776 tot secretaris van Rotterdam. In 1803 werd hij lid en wethouder van de raad van die stad. Hij trouwde in 1770 met Adriana Maria Cornets de Groot (1746-1816), dochter van mr. Hugo Cornets de Groot, heer van Noord-Nieuwland (1709-1777), raad en burgemeester van Rotterdam, en diens eerste vrouw Jacoba Elisabeth Noortheij (1718-1747).
Zij kregen twaalf kinderen, onder wie:
- Mr. Jacob Abraham baron van Zuylen van Nijevelt (1773-1839), van 1813 tot zijn overlijden secretaris van Rotterdam
- Paulus Jacob baron van Zuylen van Nijevelt (1775-1855), trouwde (1) 1818 met Johanna Jacoba Theodora Bichon (1775-1827), dochter van mr. Johan Adriaan Bichon, heer van Oost- en West-IJsselmonde, schepen van Rotterdam, en Adriana Catharina Verstolk; trouwde (2) 1828 met Gerardina van Westreenen (1805-1863)
- Jan Adriaan van Zuylen van Nijevelt (1776-1840), gouverneur van de provincie Friesland
- Cornelis baron van Zuylen van Nijevelt (1777-1833), onder andere diplomaat te Sint-Petersburg en Napels
- mr. Hugo van Zuylen van Nijevelt (1781-1853), minister
- Philip Julius van Zuylen van Nijevelt (1785-1864), luitenant-kolonel en Ridder Militaire Willems-Orde
- Susanna Martha van Zuylen van Nijevelt (1787-1830), trouwde in 1817 met haar neef Pieter Hendrik van Zuylen van Nijevelt (1782-1825), generaal

Mr. J. van Zuylen van Nijevelt overleed in 1805 op 66-jarige leeftijd.